# Pap Lívia
Pap Lívia (Ajka, 1974. augusztus 6. –) magyar színésznő.

## Életpályája
1974-ben született Ajkán. Balatonfüreden a Széchenyi Ferenc Kertészeti Szakközépiskolában érettségizett. Színészi pályája 1993-ban indult a Veszprémi Petőfi Színház stúdiósaként, Vándorfi László igazgatása alatt. Tíz évig a veszprémi színház társulatának színésznője volt. 2005-től 2012-ig a Miskolci Nemzeti Színházban játszott. 2012-től ismét Veszprémbe szerződött, a Pannon Várszínház művésznője. Jelmeztervezéssel is foglalkozik. Tanult jelnyelvet, dajka tanfolyamot és családpedagógiai mentor képzést is elvégzett.
Férje: Krámer György balettművész, koreográfus. Testvére Pap Lujza színésznő.

## Színpadi szerepeiből
- William Shakespeare: Hamlet... Gertrud
- William Shakespeare: A makrancos hölgy... Katalin
- Molière: Tartuffe... Elmira
- Carlo Goldoni: A főnök meg én meg a főnök... Leona Bisognosi
- Federico García Lorca: Bernarda Alba háza... Adéla
- Anton Pavlovics Csehov: Sirály... Nyina
- Lev Nyikolajevics Tolsztoj: Legenda a lóról... Fekete kanca és Fecske (ménes)
- Fjodor Mihajlovics Dosztojevszkij: Bűn és bűnhődés... Katyerina Ivanovna
- Alexandre Dumas: A három testőr... Milady
- Szophoklész: Oidipusz király... Iszméné
- Samuel Beckett: Godot-ra várva... Fiú
- Tennessee Williams: Orfeusz alászáll... Val Xavier
- Peter Shaffer: Equus... Eszter, bírónő
- Peter Shaffer: Black Comedy... Clea
- Sólem Aléchem – Sheldon Harnick – Jerry Bock – Joseph Stein: Hegedűs a háztetőn... Golde
- Pierre Barillet – Jean-Pierre Grédy: A kaktusz virága... Antónia
- Brandon Thomas – Aldobolyi Nagy György – Szenes Iván: Charley nénje... Kitty
- Robert Thomas: Nyolc nő... Catherine
- Ray Cooney – John Chapman: Kölcsönlakás... Joanna Markham
- Marc Camoletti: Boeing, Boeing – Leszállás Párizsban... Judith
- Ken Ludwig: Botrány az operában... Maggie, Max barátnője
- Dan Goggin: Apácák... Mária Lea nővér
- William Somerset Maugham: Csodálatos vagy, Júlia... Chris
- William Somerset Maugham: Imádok férjhez menni... Viktória
- Bernard Slade: Jövőre, veled, ugyanitt... Doris
- Robert James Waller: A szív hídjai... Francesca
- Joe Landry: Az élet csodaszép... Lana Sherwood; Violet (és fiatal Violet); Rose Bailey; Matilda; Ruth; Mrs. Hatch; Mrs. Thompson;  Schultz; Zuzu; Janie; Sadie Vance
- Fabacsovics Lili – Sule Zsolt: Királynék városa... Erzsébet (Sissi)
- Likó Marcell – Géczi János: A bunkerrajzoló... Anya
- Kovács Attila – Asztalos István: István... Asszony
- Vándorfi László: Paraszt biblia... szereplő
- Hámos György – Ruttkay Zsófia: Mici néni két élete... Rózsi, Mici néni barátnője
- Tersánszky Józsi Jenő: Kakuk Marci... Gizus, szobalány
- Szigligeti Ede: Liliomfi... Mariska; Kamilla
- Madách Imre: Az ember tragédiája... Hippia
- Stella Adorján – Békeffi István: Janika... Polgár Gizi, színésznő
- Molnár Ferenc: A doktor úr... Sárkányné
- Szép Ernő: Vőlegény... Sári
- Szirmai Albert – Bakonyi Károly – Gábor Andor: Mágnás Miska... Stefánia
- Halász Imre – Eisemann Mihály – Békeffi István: Egy csók és más semmi.... Annie
- Schönthan testvérek – Horváth Jenő – Kellér Dezső – Szenes Iván: A szabin nők elrablása... Irma
- Déry Tibor – Pós Sándor – Presser Gábor – Adamis Anna: Képzelt riport egy amerikai popfesztiválról... Beverly
- Márton Gyula: Csinibaba... Margit, büfés, sűrűmúltú negyvenes
- Fenyő Miklós – Novai Gábor: Hotel Menthol...  Punch
- Dés László – Geszti Péter – Békés Pál: A dzsungel könyve... Bagira
- Dés László – Nemes István – Koltai Róbert – Nógrádi Gábor: Sose halunk meg... Teréz
- Nógrádi Gábor: Az anyu én vagyok!... Anya; Mesianyu
- Békés Pál: Kétbalkezes varázsló... Lanolin
- Romhányi József – Fényes Szabolcs: Hamupipőke... Hamupipőke
- Csukás István: Ágacska... Ágacska
- Carlo Collodi: Pinokkió... Pinokkió

## Filmes és televíziós munkái
- Szamba (1996)... Zsuzsi
- Magdolna (2020)
- A szerenád  (2022)

## Jelmezterveiből
- Robert James Waller: A szív hídjai (Pannon Várszínház)
- Ray Cooney – John Chapman: Kölcsönlakás (Pannon Várszínház)
- Ken Ludwig: Primadonnák (Pannon Várszínház)
- Schönthan testvérek – Horváth Jenő – Kellér Dezső – Szenes Iván: A szabin nők elrablása (Pannon Várszínház)
- Molnár Ferenc: A doktor úr (Pannon Várszínház)

## Díjai, elismerései
- Helikon – Különdíj  (1991)